# (854) Frostia
(854) Frostia es un asteroide perteneciente al cinturón de asteroides descubierto el 3 de abril de 1916 por Serguéi Ivánovich Beliavski desde el observatorio de Simeiz en Crimea.
Está nombrado en honor de Edwin Brant Frost (1866-1935), profesor de astrofísica en Chicago.